# Egyptair Cargo
Egyptair Cargo is een Egyptische luchtvrachtmaatschappij met thuisbasis in Caïro.

## Geschiedenis
Egyptair Cargo werd opgericht als cargodivisie van Egyptair. Vanaf 2006 opereert het als een aparte vrachtmaatschappij, los van Egyptair.

## Vloot
De vloot van Egyptair Cargo bestaat in Juli uit:
- 3 Airbus A330-200